# Saturn Awards 2005
La 31ª edizione dei Saturn Awards si è svolta il 3 maggio 2005 all'Universal City Hilton Hotel a Los Angeles in California, per premiare le migliori produzioni cinematografiche e televisive del 2004.

## Vincitori e candidati
I vincitori sono indicati in grassetto, a seguire gli altri candidati.

### Film

#### Miglior film di fantascienza
- Se mi lasci ti cancello (Eternal Sunshine of the Spotless Mind), regia di Michel Gondry[1]
- The Butterfly Effect, regia di Eric Bress e J. Mackye Gruber
- The Day After Tomorrow - L'alba del giorno dopo (The Day After Tomorrow), regia di Roland Emmerich
- The Forgotten, regia di Joseph Ruben
- Io, Robot (I, Robot), regia di Alex Proyas
- Sky Captain and the World of Tomorrow, regia di Kerry Conran

#### Miglior film fantasy
- Spider-Man 2, regia di Sam Raimi[2]
- Birth - Io sono Sean (Birth), regia di Jonathan Glazer
- Harry Potter e il prigioniero di Azkaban (Harry Potter and the Prisoner of Azkaban), regia di Alfonso Cuarón
- Hellboy, regia di Guillermo del Toro
- Lemony Snicket - Una serie di sfortunati eventi (Lemony Snicket's A Series of Unfortunate Events) , regia di Brad Silberling
- La foresta dei pugnali volanti (十面埋伏), regia di Zhang Yimou

#### Miglior film horror
- L'alba dei morti dementi (Shaun of the Dead), regia di Edgar Wright[3]
- Blade: Trinity, regia di David S. Goyer
- L'alba dei morti viventi (Dawn of the Dead), regia di Zack Snyder
- The Grudge, regia di Takashi Shimizu
- Open Water, regia di Chris Kentis
- Saw - L'enigmista (Saw), regia di James Wan
- Van Helsing, regia di Stephen Sommers

#### Miglior film d'azione/avventura/thriller
- Kill Bill: Volume 2, regia di Quentin Tarantino[4]
- The Aviator, regia di Martin Scorsese
- The Bourne Supremacy, regia di Paul Greengrass
- Collateral, regia di Michael Mann
- The Manchurian Candidate, regia di Jonathan Demme
- Il mistero dei Templari - National Treasure (National Treasure), regia di Jon Turteltaub
- Il fantasma dell'Opera (The Phantom of the Opera), regia di Joel Schumacher

#### Miglior attore
- Tobey Maguire - Spider-Man 2
- Matt Damon - The Bourne Supremacy
- Tom Cruise - Collateral
- Jim Carrey - Se mi lasci ti cancello (Eternal Sunshine of the Spotless Mind)
- Johnny Depp - Neverland - Un sogno per la vita (Finding Neverland)
- Christian Bale - L'uomo senza sonno (El maquinista)

#### Miglior attrice
- Blanchard Ryan - Open Water
- Nicole Kidman - Birth - Io sono Sean (Birth)
- Kate Winslet - Se mi lasci ti cancello (Eternal Sunshine of the Spotless Mind)
- Julianne Moore - The Forgotten
- Uma Thurman - Kill Bill: Volume 2
- Ziyi Zhang - La foresta dei pugnali volanti (Shi mian mai fu)

#### Miglior attore non protagonista
- David Carradine - Kill Bill: Volume 2 (Kill Bill vol. 2)
- Gary Oldman - Harry Potter e il prigioniero di Azkaban (Harry Potter and the Prisoner of Azkaban)
- Liev Schreiber - The Manchurian Candidate
- John Turturro - Secret Window
- Giovanni Ribisi - Sky Captain and the World of Tomorrow
- Alfred Molina - Spider-Man 2

#### Miglior attrice non protagonista
- Daryl Hannah - Kill Bill: Volume 2
- Kim Basinger - Cellular
- Irma P. Hall - Ladykillers (The Ladykillers)
- Meryl Streep - The Manchurian Candidate
- Diane Kruger - Il mistero dei Templari - National Treasure (National Treasure)
- Angelina Jolie - Sky Captain and the World of Tomorrow

#### Miglior attore emergente
- Emmy Rossum - Il fantasma dell'Opera (The Phantom of the Opera)
- Cameron Bright - Birth - Io sono Sean (Birth)
- Freddie Highmore - Neverland - Un sogno per la vita (Finding Neverland)
- Daniel Radcliffe - Harry Potter e il Prigioniero di Azkaban (Harry Potter and the Prisoner of Azkaban)
- Perla Haney-Jardine - Kill Bill: Volume 2
- Jonathan Jackson - Riding the Bullet

#### Miglior regia
- Sam Raimi - Spider-Man 2[5]
- Michael Mann - Collateral
- Michel Gondry - Se mi lasci ti cancello (Eternal Sunshine of the Spotless Mind)
- Alfonso Cuarón - Harry Potter e il prigioniero di Azkaban (Harry Potter and the Prisoner of Azkaban)
- Quentin Tarantino - Kill Bill: Volume 2 (Kill Bill: Vol. 2)
- Yimou Zhang - La foresta dei pugnali volanti (十面埋伏)

#### Miglior sceneggiatura
- Alvin Sargent - Spider-Man 2
- Stuart Beattie - Collateral
- Charlie Kaufman - Se mi lasci ti cancello (Eternal Sunshine of the Spotless Mind)
- Steve Kloves - Harry Potter e il prigioniero di Azkaban (Harry Potter and the Prisoner of Azkaban)
- Brad Bird - Gli Incredibili - Una "normale" famiglia di supereroi (The Incredibles)
- Quentin Tarantino - Kill Bill: Volume 2 (Kill Bill: Vol. 2)

#### Miglior costumi
- Kevin Conran - Sky Captain and the World of Tomorrow
- Gabriella Pescucci e Carlo Poggioli - Van Helsing
- Alexandra Byrne - Il fantasma dell'Opera (The Phantom of the Opera)
- Jany Temime - Harry Potter e il prigioniero di Azkaban (Harry Potter and the Prisoner of Azkaban)
- Wendy Partridge - Hellboy
- Emi Wada - La foresta dei pugnali volanti (十面埋伏)

#### Miglior trucco
- Jake Garber, Matt Rose e Mike Elizalde - Hellboy
- David LeRoy Anderson e Mario Cacioppo - L'alba dei morti viventi (Dawn of the Dead)
- Nick Dudman e Amanda Knight - Harry Potter e il prigioniero di Azkaban (Harry Potter and the Prisoner of Azkaban)
- Valli O'Reilly e Bill Corso - Lemony Snicket - Una serie di sfortunati eventi (Lemony Snicket's A Series of Unfortunate Events)
- Paul Jones - Resident Evil: Apocalypse
- Greg Cannom e Steve LaPorte - Van Helsing

#### Migliori effetti speciali
- John Dykstra, Scott Stokdyk, Anthony LaMolinara e John Frazier - Spider-Man 2
- Peter Chiang, Pablo Helman e Thomas J. Smith - The Chronicles of Riddick
- Matthew Butler, Neil Corbould, Karen Goulekas e Greg Strause - The Day After Tomorrow - L'alba del giorno dopo (The Day After Tomorrow)
- Roger Guyett, Tim Burke, Bill George e  John Richardson - Harry Potter e il prigioniero di Azkaban (Harry Potter and the Prisoner of Azkaban)
- John Nelson, Andrew R. Jones, Erik Nash e Joe Letteri - Io, Robot (I, Robot)
- Scott Squires, Ben Snow, Daniel Jeannette e Syd Dutton - Van Helsing

#### Miglior colonna sonora
- Alan Silvestri - Van Helsing
- John Williams - Harry Potter e il prigioniero di Azkaban (Harry Potter and the Prisoner of Azkaban)
- Michael Giacchino - Gli Incredibili - Una "normale" famiglia di supereroi (The Incredibles)
- Alan Silvestri - Polar Express (The Polar Express)
- Ed Shearmur - Sky Captain and the World of Tomorrow
- Danny Elfman - Spider-Man 2

#### Miglior film d'animazione
- Gli Incredibili - Una "normale" famiglia di supereroi (The Incredibles), regia di Brad Bird
- Polar Express (The Polar Express), regia di Robert Zemeckis
- Shark Tale, regia di Bibo Bergeron, Vicky Jenson e Rob Letterman
- Shrek 2, regia di Andrew Adamson, Kelly Asbury e Conrad Vernon
- SpongeBob - Il Film (The SpongeBob SquarePants Movie), regia di Stephen Hillenburg
- Mucche alla riscossa (Home on the Range), regia di Will Finn e John Sanford

### Televisione

#### Miglior serie televisiva trasmessa da una rete
- Lost
- Alias
- Angel
- CSI - Scena del crimine (CSI: Crime Scene Investigation)
- Star Trek: Enterprise
- Smallville

#### Miglior serie televisiva trasmessa via cavo
- Stargate SG-1
- 4400 (The 4400)
- Dead Like Me
- The Dead Zone
- Nip/Tuck
- Stargate Atlantis

#### Miglior presentazione televisiva
- Farscape: The Peacekeeper Wars
- Il mistero dell'anello (The Dead Will Tell)
- La leggenda di Earthsea (Earthsea)
- Profezia di un delitto (5ive Days to Midnight)
- The Librarian - Alla ricerca della lancia perduta (The Librarian: Quest of the Spear)
- Salem's Lot

#### Miglior attore televisivo
- Ben Browder - Farscape: The Peacekeeper Wars
- Richard Dean Anderson - Stargate SG-1
- Matthew Fox - Lost
- Julian McMahon - Nip/Tuck
- Tom Welling - Smallville
- Noah Wyle - The Librarian - Alla ricerca della lancia perduta (The Librarian: Quest of the Spear)

#### Miglior attrice televisiva
- Claudia Black - Farscape: The Peacekeeper Wars
- Kristen Bell - Veronica Mars
- Jennifer Garner - Alias
- Anne Heche - Il mistero dell'anello (The Dead Will Tell)
- Evangeline Lilly - Lost
- Amber Tamblyn - Joan of Arcadia

#### Miglior attore non protagonista televisivo
- Terry O'Quinn - Lost
- Kyle MacLachlan - The Librarian - Alla ricerca della lancia perduta (The Librarian: Quest of the Spear)
- James Marsters - Angel
- Dominic Monaghan - Lost
- Michael Rosenbaum - Smallville
- Michael Shanks - Stargate SG-1

#### Miglior attrice non protagonista televisiva
- Amanda Tapping - Stargate SG-1
- Amy Acker - Angel
- Erica Durance - Smallville
- Torri Higginson - Stargate Atlantis
- Samantha Mathis - Gli ultimi giorni di Salem (Salem's Lot)
- Sonya Walger - The Librarian - Alla ricerca della lancia perduta (The Librarian: Quest of the Spear)

### Home media

#### Miglior edizione DVD/Blu-ray (film)
- Starship Troopers 2 - Eroi della federazione (Starship Troopers 2: Hero of the Federation)
- Bionicle 2 - Le leggende di Metru Nui (Bionicle 2: Legends of Metru Nui)
- Ju-on: Rancore (呪怨)
- Il re leone 3 - Hakuna Matata (The Lion King 1½)
- The Lost Skeleton of Cadavra
- Il gioco di Ripley (Ripley's Game)

#### Miglior edizione speciale DVD/Blu-ray
- Il Signore degli Anelli - Il ritorno del re (The Lord of the Rings: The Return of the King)
- The Chronicles of Riddick
- Hellboy
- King Arthur
- Shrek 2
- Spider-Man 2

#### Miglior edizione DVD/Blu-ray di un film classico
- Zombi (Dawn of the Dead)
- Aladdin
- Tanz der Vampire
- Duel
- Freaks
- L'uomo che fuggì dal futuro (THX 1138)

#### Miglior collezione DVD/Blu-ray
- The Star Wars Trilogy
- The Best of Abbott and Costello vol. 1 - 3.
- The Marx Brothers Silver Collection
- The Monster Legacy Collections
- The Tarzan Collection
- The Ultimate Matrix Collection

#### Miglior edizione DVD/Blu-ray (serie TV)
- Smallville - stagione 2 e 3
- Buffy l'ammazzavampiri (Buffy the Vampire Slayer) - stagione 2 e 3
- Farscape - stagione 4
- I Simpson (The Simpsons) - stagione 4 e 5
- Star Trek: Voyager - stagione 1-7
- Viaggio nel mondo che non c'è (A Wrinkle in Time)

#### Miglior edizione DVD/Blu-ray di una serie TV passata
- Star Trek: The Original Series
- Jonny Quest
- Land of the Lost - stagione 1 e 2
- Lost in Space - stagione 1 e 2
- My Favorite Martian - stagione 1
- Night Gallery - stagione 1

## Premi speciali
- Life Career Award:
  - Tom Rothman
  - Stephen J. Cannell
- Service Award: Bill Liebowitz (postumo)
- Filmmaker's Showcase Award: Kerry Conran
- Special Award: Star Trek: The Next Generation, Star Trek: Deep Space Nine, Star Trek: Voyager e Star Trek: Enterprise